# العلاقات اليابانية الإندونيسية
العلاقات اليابانية الإندونيسية هي العلاقات الثنائية التي تجمع بين اليابان وإندونيسيا.

## مقارنة بين البلدين
هذه مقارنة عامة ومرجعية للدولتين:
| وجه المقارنة                                              | اليابان         | إندونيسيا         |
| --------------------------------------------------------- | --------------- | ----------------- |
| المساحة (كم2)                                             | 377.97 ألف      | 1.90 مليون        |
| عدد السكان (نسمة)                                         | 126.79 مليون    | 263.99 مليون      |
| الكثافة السكانية (ن./كم²)                                 | 335.45          | 138.94            |
| العاصمة                                                   | طوكيو           | جاكرتا            |
| اللغة الرسمية                                             | اللغة اليابانية | اللغة الإندونيسية |
| العملة                                                    | ين ياباني       | روبية إندونيسية   |
| الناتج المحلي الإجمالي (بليون دولار)                      | 4.87 تريليون    | 1.02 تريليون      |
| الناتج المحلي الإجمالي (تعادل القوة الشرائية) بليون دولار | 5.18 تريليون    | 2.85 تريليون      |
| الناتج المحلي الإجمالي الاسمي للفرد دولار أمريكي          | 34.52 ألف       | 3.35 ألف          |
| الناتج المحلي الإجمالي للفرد دولار أمريكي                 | 36.62 ألف       | 10.52 ألف         |
| مؤشر التنمية البشرية                                      | 0.903           | 0.684             |
| رمز المكالمات الدولي                                      | +81             | +62               |
| رمز الإنترنت                                              | .jp             | .id               |
| المنطقة الزمنية                                           | توقيت اليابان   |                   |

## مدن متوأمة
في ما يلي قائمة باتفاقيات التوأمة بين مدن يابانية وإندونيسية:
- ترتبط ايشيكاوا مع ميدان باتفاقية توأمة.
- ترتبط كوتشي مع سورابايا باتفاقية توأمة منذ 19 أبريل 1985.[14][14][14]
- ترتبط كيتاكيوشو مع سورابايا باتفاقية توأمة منذ 12 نوفمبر 2012.
- ترتبط طوكيو مع جاكرتا باتفاقية توأمة منذ 13 يونيو 1990.[15][16][15][16]
- ترتبط كيوتو مع يوغياكارتا باتفاقية توأمة منذ 29 أغسطس 1997.[17][18][19][20]
- ترتبط أوساكا مع جاوة الشرقية باتفاقية توأمة منذ 4 مايو 1988.[21][21][21][21]
- ترتبط ياماغاتا مع بابوا باتفاقية توأمة.

## منظمات دولية مشتركة
يشترك البلدان في عضوية مجموعة من المنظمات الدولية، منها:
| علم المنظمة | اسم المنظمة                                      | تاريخ انضمام اليابان | تاريخ انضمام إندونيسيا |
| ----------- | ------------------------------------------------ | -------------------- | ---------------------- |
|             | مجموعة العشرين                                   | ?                    | ?                      |
|             | منتدى التعاون الاقتصادي لدول آسيا والمحيط الهادئ | 6 نوفمبر 1989        | 6 نوفمبر 1989          |
|             | منظمة التجارة العالمية                           | ?                    | ?                      |
|             | الاتحاد البريدي العالمي                          | ?                    | ?                      |
|             | منتدى آسيان الإقليمي ‏                            | ?                    | ?                      |
|             | يونسكو                                           | 2 يوليو 1951         | 27 مايو 1950           |
|             | الفريق المعني برصد الأرض                         | ?                    | ?                      |
|             | مؤسسة التمويل الدولية                            | 20 يوليو 1956        | 23 أبريل 1968          |
|             | المركز الدولي لتسوية المنازعات الاستشارية        | 16 سبتمبر 1967       | 28 أكتوبر 1968         |
|             | بنك التنمية الآسيوي                              | 1966                 | 1966                   |
|             | منظمة حظر الأسلحة الكيميائية                     | ?                    | ?                      |
|             | مؤسسة التنمية الدولية                            | 27 ديسمبر 1960       | 20 أغسطس 1968          |
|             | وكالة ضمان الاستثمار متعدد الأطراف               | 12 أبريل 1988        | 12 أبريل 1988          |
|             | الاتحاد الدولي للاتصالات                         | 29 يناير 1879        | 1949                   |
|             | منظمة الشرطة الجنائية الدولية                    | ?                    | 5 أكتوبر 1954          |
|             | الأمم المتحدة                                    | 18 ديسمبر 1956       | 28 سبتمبر 1950         |
|             | البنك الدولي للإنشاء والتعمير                    | 13 أغسطس 1952        | 13 أبريل 1967          |
|             | المنظمة الهيدروغرافية الدولية                    | ?                    | ?                      |

## أعلام
هذه قائمة لبعض الشخصيات التي تربطها علاقات بالبلدين:
- ريكو ماتسودا (لاعب كرة قدم ياباني، 24 يوليو 1991[29] – )
- ريكي ماتسودا (لاعب كرة قدم ياباني، 24 يوليو 1991[30] – )
- ريوجي أوتومو (لاعب كرة قدم إندونيسي، 1 يوليو 1995 – )
- يوكي كاتو (ممثلة وعارضة إندونيسية، 2 أبريل 1995 – )

## وصلات خارجية
- موقع وزارة الخارجية اليابانية
- موقع وزارة الخارجية الإندونيسية